# Jacopo Nardi
Jacopo Nardi (* 20. Juli 1476 in Florenz; † 11. März 1563 in Venedig) war ein italienischer Historiker.
Als gebürtiger Florentiner war Nardi in seiner Jugend ein glühender Anhänger Girolamo Savonarolas und blieb zeit seines Lebens Republikaner. Er gehörte 1527–30 der republikanischen Regierung von Florenz an und wurde 1533 von Alessandro de’ Medici nach Livorno verbannt. 1535 protestierte er deshalb bei Kaiser Karl V. und lebte dann fast ausschließlich in Venedig. Er schrieb zwei Komödien, eine freie Übersetzung des Livius Andronicus und zwei politische Abhandlungen. Sein bedeutendstes Werk ist die Schrift „Istorie della cittá di Firenze“, eine republikanische Darstellung der Geschichte der Stadt Florenz von 1494 bis 1532. Sie wurde 1582 posthum veröffentlicht.